# Aufstand von Thái Nguyên
Der Aufstand von Thái Nguyên war ein antikolonialer Aufstand vietnamesischer Nationalisten gegen die französische Kolonialherrschaft in Französisch-Indochina 1917 während des Ersten Weltkriegs. Dabei brachten die Aufständischen nach einer geplanten Gefängnisrevolte für mehrere Tage die Provinzhauptstadt Thái Nguyên unter ihre Kontrolle, bevor der Aufstand von den französischen Kolonialtruppen niedergeschlagen wurde.

## Vorgeschichte
Zu Beginn des Zwanzigsten Jahrhunderts gab es in Indochina eine Schicht modern ausgebildeter patriotischer Intellektueller mit Schwerpunkt im Norden des Landes in Tonkin. Deren Bestrebungen der Hebung der Bildung der Einheimischen gipfelten in der Einrichtung einer modernen Freischule für Tonkin in Hanoi. Diese wurde 1908 von den Kolonialbehörden verboten und mehrere Anführer, darunter Phan Châu Trinh inhaftiert. Ebenso wurde die staatliche Universität der Kolonie geschlossen.
Die Intellektuellenbewegung nahm angesichts der Repression ihres kollaborativen Flügels unter der Ägide von Phan Bội Châu einen militanten Schwenk, der sich am monarchistischen Widerstand der Cần-Vương-Bewegung orientierte aber von nationalistischen Ideen nach westlichem Vorbild geprägt war. Dies führte zu mehreren bewaffneten Anschlägen auf die Kolonialmacht 1912 und 1913, die jedoch ohne weitere Wirkung blieben. Kurz vor dem Ersten Weltkrieg zerschlug die Kolonialmacht nach dem erfolgreichen Attentat auf Hoàng Hoa Thám das Wiederaufleben dieser Bewegung.

## Aufstand
Vor diesem Hintergrund verschworen sich drei Unteroffiziere der Garde indigène mit dem Intellektuellen und Ex-Can-Vuong-Partisanen Luong Ngoc Quyen in Thai Nguyen den bewaffneten Aufstand zu wagen. Dabei überzeugte der im Gefängnis von Thai-Nguyen inhaftierte Luong Van Can seine vietnamesischen Bewacher im Gefängnis einen Aufstand anzuzetteln um schließlich die Provinzhauptstadt zu übernehmen.
Am 31. August 1917 übernahmen die Rebellen mit dem Gefängnis von Thai Nguyen die größte Haftanstalt in Tonkin. Dabei rekrutierten sie sich sowohl aus den Bewachern sowie politischen Gefangenen und gewöhnlichen Straftätern. Die Aufständischen konnten im Moment des Aufstand rund 120 Bewacher und 200 Gefangene teils spontan mobilisieren. Von dort aus stürmten sie das Waffenarsenal der Provinzhauptstadt und übernahmen mit den dortigen Waffen die Kontrolle über die Stadt. Die Rebellen töteten französische und vietnamesische Vertreter des Kolonialstaats. Sie verfolgten durch ihr Vorbild einen allgemeinen Aufstand in der Kolonie zu entfachen und veröffentlichten eine Provokation diesem nachzukommen. Die französischen Militäroperationen zur Sicherung der Stadt forderten fünf Tage Häuserkampf. Die Operationen auf dem Land um versprengte Gruppen von Aufständischen auszuschalten dauerten ein halbes Jahr an.